# Parafia św. Urbana w Głębinowie
Parafia św. Urbana w Głębinowie – rzymskokatolicka parafia położona w metropolii katowickiej, diecezji opolskiej, w dekanacie otmuchowskim.

## Charakterystyka
Parafia św. Urbana w Głębinowie obejmuje swoim zasięgiem obszar wsi Głębinów, którą zamieszkuje 174 ludzi. Obszar dzisiejszej parafii należał od czasów średniowiecza do parafii w pobliskim Otmuchowie. W 1923 r. wieś została wyodrębniona jako samodzielna parafia przez decyzją ordynariusza wrocławskiego kard. Adolfa Bertrama.
Po zakończeniu II wojny światowej parafia znalazła się w granicach Polski oraz nowo powstałej diecezji opolskiej. W wyniku budowy w latach 70. XX w. sztucznego zbiornika wodnego (Jezioro Głębinowskie) część zabudowań wsi uległa zniszczeniu, a następnie zalaniu.

## Kościół parafialny
Pierwotnie na terenie wsi nie istniała żadna świątynia katolicka. Dopiero staraniem lokalnej społeczności w 1842 r. w Głębinowie wzniesiono małą kaplicę, która została zastąpiona w latach 1884–1886 przez murowany kościół, wybudowany w stylu neogotyckim.